# Hașciuvate, Haivoron
Hașciuvate (în ucraineană Хащувате) este localitatea de reședință a comunei Hașciuvate din raionul Haivoron, regiunea Kirovohrad, Ucraina.

## Demografie
Componența lingvistică a localității Hașciuvate
     Ucraineană (97,7%)
     Rusă (2,12%)
     Alte limbi (0,17%)
Conform recensământului din 2001, majoritatea populației localității Hașciuvate era vorbitoare de ucraineană (97,7%), existând în minoritate și vorbitori de rusă (2,12%).